# Prodotiidae
Prodotiidae es una familia taxonómica de moluscos gasterópodos marinos, a menudo conocidos como buccinos.

## Descripción
Tienen conchas de tamaño pequeño a mediano, que varían desde estrechamente fusiforme, casi turriforme hasta ampliamente bicónica. Presenten un canal sifonal de corto a mediano largo. La protoconcha es medianamente grande, con hasta cuatro verticilos lisos y brillantes. La apertura es ovalada o alargada; y el labio de la apertura exterior es lirado o claramente denticulado; mientras que el labio interior es calloso, con protuberancias parietales y anales, a menudo con dentículos.

## Distribución
Habitan en la zona tropical del Indo-Pacífico y el Atlántico, en profundidades intermareales y submareales.

## Géneros
Los siguientes géneros se encuentran dentro de la familia Prodotiidae:
- Caducifer Dall, 1904
- Clivipollia Iredale, 1929
- Enzinopsis Iredale, 1940
- Falsilatirus Emerson & Moffitt, 1988
- Minioniella Fraussen & Stahlschmidt, 2016
- Prodotia Dall, 1924
- Speccapollia Fraussen & Stahlschmidt, 2016